# Тренко Руянов
Тренко (Трене) Иванов Руянов, известен като Тренко войвода и Крапянин (на сръбски: Тренко Рујановић Крапљанин), е четник на Вътрешната македоно-одринска революционна организация, станал по-късно сърбомански войвода.

## Биография
Тренко Руянов е роден в прилепското село Крапа, откъдето идва и прякорът му Крапянин. В 1895 година взима участие в Четническата акция на Македонския комитет като кичевски войвода с 9 души четници. По-късно се присъединява към ВМОРО. Минава на сръбска страна и оглавява чета на сръбската пропаганда, съставена от българи ренегати.
Стефан Аврамов пише:
| „ | Григоръ Соколовъ, Иванъ Дългъчътъ и Тренко отъ Крапа, като бивши четници на ВМРО, познаваха всички мѣстни дейци на Организацията. Освенъ това, като родени отъ тоя край, тѣ познаваха много добре мѣстностьта и почнаха да устройватъ засади за избиването имъ. | “ |

Христо Силянов пише:
| „ | А една чета, съставена само отъ ренегати, съ войвода Тренко отъ с. Крапа, и опитала се, презъ пролѣтьта сѫщата [1904] година, да се прехвърли въ Порѣче по другъ пѫть – на юго-западъ отъ Скопие – свърши твърде печално: при с. Пуста-Брѣзница, скопско, тя бѣ издебната отъ порѣчката чета на Арсо Локвички и изцѣло избита съ изключение на трима, спасени съ бѣгство – между последнитѣ и войводата Тренко. | “ |

През април 1903 година участва в сражението с четата на Стефан Димитров при Ореше.
На 18 юний 1905 година Тренко заедно с Григор Соколов води тричасово сражение в Степанци с четата на Панчо Константинов. На 15 април 1907 година в местността Яворът при село Црешнево четата на Дачо Йотов попада в засада на четата на Тренко Крапянин и сръбска милиция от Поречието. Но благодарение на добрите отношения на ВМОРО с кехаята на Теовския манастир Кямил ага, пристигналата турска потеря напада сръбската чета, която дава 15 жертви.
В 1907 година участва в сражението при Куртов камен.
След Младотурската революция се легализира. Революционната му дейност е възстановена през пролетта на 1910 година, когато Руянов започва да действа с петчленна чета в Прилепско.
На 24 юни 1910 година българският консул в Битоля Тодор Недков пише в доклад до генералния консул в Солун Атанас Шопов:
| „ | В Прилепско, от 2 – 3 месеца насам обикаля заедно с 3 – 4 четници войводата Трене Руянов, от с. Крапа, Прилепска каза. И спрямо тая сръбска чета властта не е взела никакви мерки. | “ |